# مطار صحار الدولي
مطار صحار (إياتا: OHS، إيكاو: OOSH) هو مطار دولي يقع في ولاية صحار في منطقة الباطنة في سلطنة عمان. يبعد المطار حوالي 10 كم من شمال غرب الولاية. ما يعني أن باستطاعة المسافرين تجنب مشقة السياقة من وإلى مسقط. ويعد المطار بوابة جديدة لنقل الركاب والبضائع والبريد السريع في شمال عُمان، فضلاً عن كونه بديلاً محليا في الحالات الطارئة لمطار مسقط الدولي، ويلعب المطار دوراً إضافياً عبر تحفيز النمو الاقتصادي في السلطنة.

## الطاقة الإستيعابية
تقدر الطاقة الإستيعابية لمطار صحار بـ 250 ألف مسافر سنوياً.

## تاريخ
تم تشغيل المطار بتاريخ 18 نوفمبر 2014 ، وفي عام 2017 بدأ المطار بتشغيل الرحلات الدولية.

## شركات الطيران
| شركات الطيران   | الوجهات |
| --------------- | ------- |
| العربية للطيران | الشارقة |
| القطرية         | الدوحة  |
| طيران السلام    | صلالة   |